# Miguel Arroyo Diez
Miguel Arroyo Diez (Pasto, 9 de julio de 1871-París, 13 de septiembre de 1935) fue un político, diplomático, periodista e historiador colombiano que se desempeñó como ministro de Estado y designado a la Presidencia de la República. Protagonizó un episodio de la historia política colombiana conocido como el Incidente Arroyo Diez-Vicentini, que lo llevaría a retirarse de la vida pública. 

## Biografía
Fue el segundo hijo del matrimonio conformado por Miguel Arroyo Hurtado y Margarita Diez-Colunje y Pombo, ambos pertenecientes a familias aristocráticas del Cauca. Los enfrentamientos políticos y las frecuentes alteraciones del orden público obligaron a sus padres a domiciliarse varias veces por fuera de su ciudad de origen, Popayán. Arroyo nació durante uno de estos exilios voluntarios, cuando sus padres se encontraban en Pasto.  
A los siete años de edad llegó con su familia a Quito, donde completó sus estudios primarios que había iniciado en la capital del Cauca, para luego cursar literatura y filosofía en el colegio San Gabriel de la capital ecuatoriana. Comenzaba a estudiar medicina cuando la muerte de su padre en 1892 lo hizo regresar a Popayán para asumir el manejo de asuntos familiares.
Transcurrido un tiempo retornó a Quito para adelantar estudios de derecho y ciencia política en la Universidad Central del Ecuador. 

## Trayectoria política
Tuvo una destacada figuración en la vida política de su país ocupando diversos cargos en la administración pública, entre ellos, prefecto de la provincia de Popayán, miembro de la Junta del Ferrocarril del Pacífico, secretario de gobierno del departamento, gobernador del Cauca en la administración del presidente José Vicente Concha, diputado, representante a la Cámara, senador de la República y miembro de la Comisión de Relaciones Exteriores.
El 28 de febrero de 1905, mientras se desempeñaba como presidente del Concejo Municipal de Popayán, le correspondió recibir junto con el alcalde, que en ese momento era su hermano José Antonio Arroyo Diez, y el gobernador del Cauca, Guillermo Valencia, los restos del Sabio Francisco José de Caldas y de otros patriotas payaneses fusilados durante el régimen del terror que se encontraban sepultados desde 1816 en Bogotá.

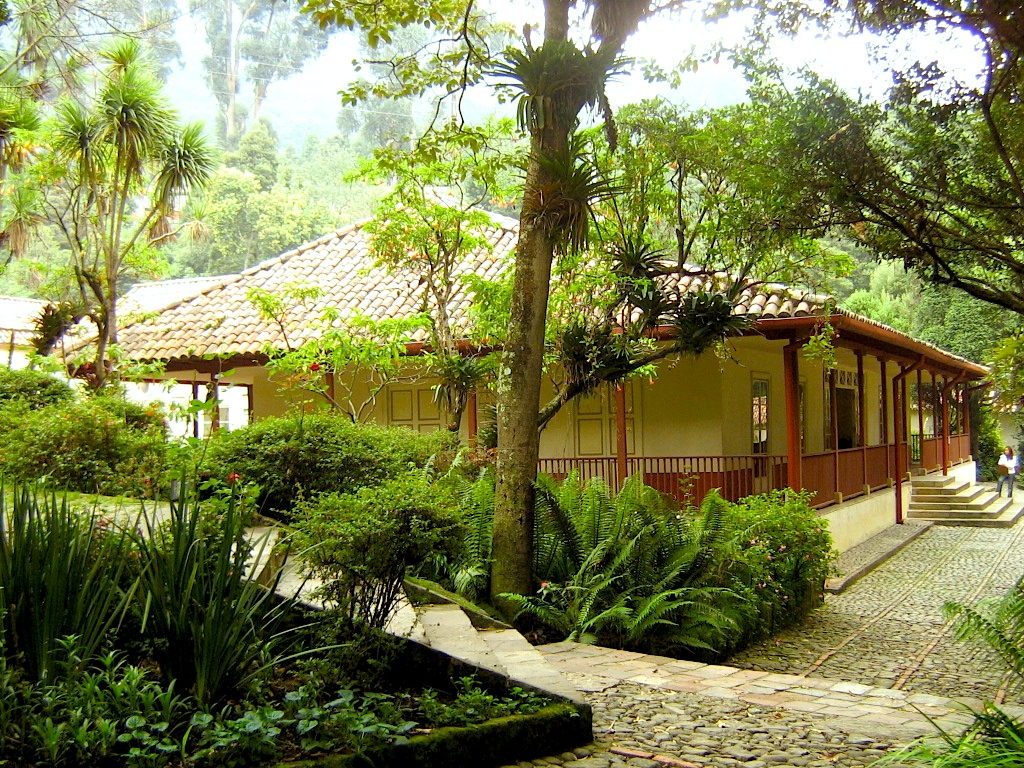
Quinta de Bolívar, Bogotá. Arroyo Diez lideró como Ministro de Hacienda el proceso de adquisición del inmueble para la Nación, con miras a su conversión en museo.

Durante su gestión como Gobernador del Cauca debió enfrentar levantamientos indígenas en ese departamento, liderados por Manuel Quintín Lame en el primer semestre de 1916, sobre los cuales Arroyo envió numerosos telegramas, informes y oficios tanto al Ministro de Gobierno como al Presidente de la República solicitando instrucciones para repeler las revueltas, que culminaron con el arresto del líder indígena por parte de las autoridades.
Se desempeñó entre 1917 y 1920 como ministro plenipotenciario y embajador de Colombia en el Ecuador, cargos diplomáticos en los que le fueron confiadas delicadas responsabilidades derivadas de las tensiones bilaterales históricas, en particular, aquellas relativas a las negociaciones de la demarcación de límites en la cuenca amazónica.
El 4 de abril de 1920 acompañó el histórico encuentro de los presidentes de ambos países, Marco Fidel Suárez y Alfredo Baquerizo Moreno, celebrado en el puente de Rumichaca, en el municipio colombiano de Ipiales, en donde ambos mandatarios colocaron la primera piedra de un monumento en granito que habría de erigirse en celebración del acuerdo de límites y que nunca llegó a materializarse. A su regreso a Colombia trajo desde Guayaquil hasta Bogotá los restos de Pedro Gual, el primer diplomático de la América española, los cuales reposan desde entonces en la Catedral Primada de Bogotá.
Presidió el Senado de la República y durante su período en la mesa directiva sancionó la ley que reglamentó la profesión médica en Colombia (Ley 67 de 1920). Formó parte de la Comisión de Relaciones Exteriores de dicha cámara legislativa y en ella participó en la negociación de un tratado con Estados Unidos para resarcir a Colombia por la pérdida de Panamá. Al año siguiente, en 1921, estuvo encargado del Ministerio de Relaciones Exteriores.
Como secretario del Ministerio del Tesoro, encargado del Despacho, fue uno de los firmantes de la Ley 30 de 1922, que creó el Banco de la República. Fue elegido como segundo designado a la Presidencia de la República y desempeñó tal dignidad en el período comprendido entre los años 1922 y 1927, durante las administraciones de los presidentes Pedro Nel Ospina y Miguel Abadía Méndez, siendo José Joaquín Casas el primer designado.
Formó parte del gabinete del presidente Jorge Holguín Mallarino en calidad de ministro de hacienda y en dicho cargo le correspondió representar a la nación en la compra de la Quinta de Bolívar, en 1922, para su destinación como museo nacional en memoria del Libertador. Dado el estado ruinoso en que se encontraba el histórico inmueble, además de la partida asignada por el Gobierno nacional para la compra fue preciso gestionar fondos adicionales para su restauración, los cuales se recolectaron a través de la Sociedad de Embellecimiento de Bogotá (SEB), de la que formaban parte la hija de Arroyo Diez, Carmen Elvira Arroyo de Samper, y varias otras damas prestantes de la ciudad en calidad de miembros honorarios, entre ellas, Adelaida de Nieto Caballero, Saturia García de Samper, Sofía Reyes de Valenzuela, Olga Dávila de Kopp, Cecilia Rocha de Obregón, Aurora Dupuy Urrutia, Alicia Holguín, Irene de la Torre y María Luisa Sinisterra.
En 1923, cuando el Directorio Conservador del Cauca acordó sus candidatos para Representantes, Arroyo Diez fue escogido junto con Francisco José Urrutia Olano y Alfredo Vásquez Cobo como principales; Jorge Ricardo Vejarano, Gustavo Delgado Nieto y Escipión Jaramillo como primeros suplentes; y Elías Martín, Ricardo Quintero y Jorge Ulloa como segundos suplentes.

### El incidente Arroyo Diez-Vicentini
Arroyo fue nombrado Ministro de Instrucción Pública por el presidente Pedro Nel Ospina en 1923. Estando al frente de esa cartera se propuso traer a Colombia una misión pedagógica europea que buscaría modernizar el sistema educativo, iniciativa que causó hondas fricciones con la Iglesia puesto que la educación hasta ese momento era impartida de forma mayoritaria por las comunidades religiosas. Las tensiones surgieron alrededor del alcance que tendrían las reformas propuestas por expertos alemanes, belgas y suizos, quienes habían señalado el atraso del sistema educativo nacional.

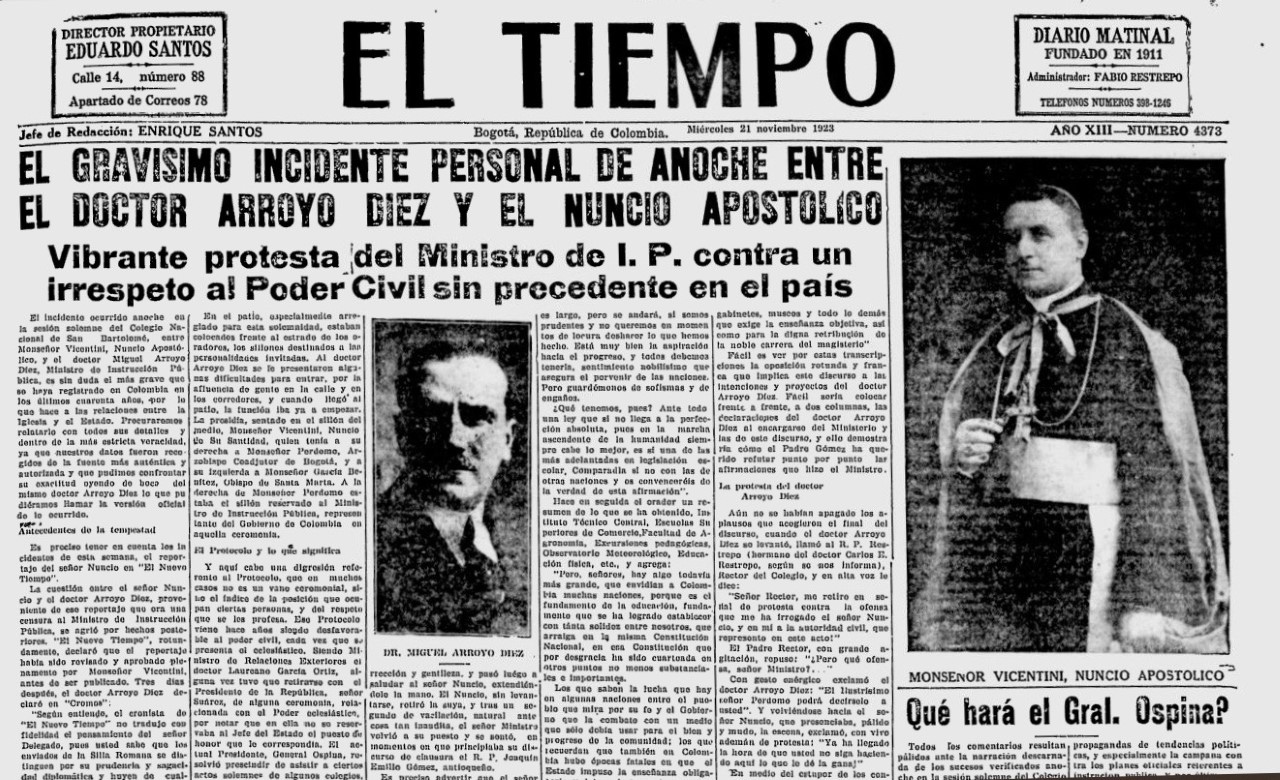
Noticia del desplante cometido por el nuncio apostólico contra Arroyo Diez, cuando se desempeñaba como Ministro de Instrucción Pública (El Tiempo, Bogotá, 21 de noviembre de 1923).

En la noche del 20 de noviembre de 1923, Arroyo asistió al acto solemne de clausura del año académico en el Colegio Mayor de San Bartolomé como invitado de honor en calidad de Ministro de Instrucción Pública. Al ingresar al recinto saludó al rector del claustro y a varios altos jerarcas de la Iglesia colombiana, mas al aproximarse al Nuncio Apostólico, Roberto Vicentini, éste permaneció sentado y rechazó el saludo, dejando a Arroyo con la mano extendida. El desaire provocó la indignación del ministro, que se sentó con gran aplomo en el puesto que se le tenía reservado en la mesa principal y esperó a que concluyera el discurso pronunciado por el rector del claustro para levantarse. Así, transcurridos los aplausos, Arroyo se dirigió al rector del plantel educativo y le dijo: «Señor Rector, me retiro en señal de protesta contra la ofensa que me ha irrogado el señor Nuncio, y en mí a la autoridad civil, que represento en este acto.»  Y a continuación abandonó el recinto, no sin antes espetarle al enviado papal delante de todos los presentes: «¡Ya ha llegado la hora de que usted no siga haciendo aquí lo que le dé la gana!» 
El incidente causó gran conmoción entre los asistentes, que ignoraban los detalles de lo sucedido e inicialmente pensaban que la reacción de Arroyo obedecía al contenido del discurso, pues en él se criticaba a priori la llegada de la misión educativa europea y se afirmaba que la educación en Colombia gozaba de un estado saludable que hacía innecesaria la intervención de asesores extranjeros. 
No obstante lo anterior, el representante diplomático de la Santa Sede ya era conocido en los círculos de gobierno por su intromisión en asuntos que no eran de su competencia, lo que había generado en anteriores oportunidades situaciones tensionantes, como cuando vetó a uno de los candidatos para conformar la Comisión Asesora de Relaciones Exteriores. 
El diario El Tiempo calificó el incidente como "(...) sin duda el más grave que se haya registrado en Colombia en los últimos cuarenta años, por lo que hace a las relaciones entre la Iglesia y el Estado"  y registró así las declaraciones del ministro: 

«Este estado de cosas no puede continuar y el señor Presidente tendrá que escoger entre mi renuncia o el pasaporte para monseñor Vicentini, ya que el irrespeto de que he sido víctima no lo sufro yo solo sino, mucho más que yo, el Poder civil. (...) No se trata de cuestiones personales ni de partido sino del nombre colombiano y de la dignidad misma del gobierno de Colombia, y los conservadores dirán ahora cómo saben defender esas cosas. Por mi parte, si me veo obligado a retirarme del gobierno, me queda mi curul en el Congreso y a ella iré a luchar por lo que mi conciencia me dicte. Y es una conciencia de católico convencido y practicante. Nadie respeta más que yo a la religión y a sus ministros; respeto que viene de mi hondo y ferviente catolicismo, pero eso no me impide rechazar intervenciones e irrespetos dirigidos contra el Poder civil, contra el representante del Estado, que es tanto más acreedor al respeto y a las consideraciones de la Iglesia cuanto mayor es el respeto que a ésta profesa.»

Miguel Arroyo Diez, Ministro de Instrucción Pública, en entrevista a El Tiempo, edición del miércoles 21 de noviembre de 1923

El nuncio apostólico dirigió una carta privada a Arroyo Diez dando sus explicaciones sobre lo sucedido y atribuyendo la omisión en el saludo a una "distracción involuntaria", pero Arroyo no aceptó la carta por tratarse de unas explicaciones privadas respecto de un incidente público y porque a su juicio no constituían en sí unas excusas. El nuncio hizo entonces pública la carta en El Nuevo Tiempo y cursó una nota al Ministro de Relaciones Exteriores, quien aceptó las explicaciones y dio por superado el incidente.
Por su parte, medios de comunicación nacionales y regionales, así como líderes de diferentes corrientes políticas le expresaron su respaldo al ministro y destacaron su actuación, entre ellos, el expresidente Carlos E. Restrepo, quien le dirigió desde Medellín un telegrama en estos términos: «Reciba mis patrióticas felicitaciones en esta hora oscura en que usted representa la soberanía y la dignidad de la Patria.»
Al día siguiente de lo sucedido, una multitud se agolpó frente a la residencia del ministro Arroyo enarbolando banderas de Colombia y gritando vivas en apoyo del alto dignatario gubernamental, quien salió al balcón de su casa acompañado de sus hijas y pronunció un discurso de agradecimiento. 
Semanas después del incidente, el presidente Ospina aceptó la renuncia de su Ministro de Instrucción Pública para aliviar las tensiones con la Santa Sede, pero por temor a perder el apoyo de los liberales y de una parte de los conservadores firmó el decreto que autorizaba a la misión pedagógica, el mismo día en que el Gobierno nacional recibió la carta de excusas del nuncio. Antes de apartarse de su cargo, Arroyo avaló con su firma dicho acto administrativo, el decreto 1595 de 1923, por medio del cual se dispuso la contratación de la misión pedagógica extranjera para la reforma de la educación pública que tanta controversia había causado.

## Historiador, periodista y académico

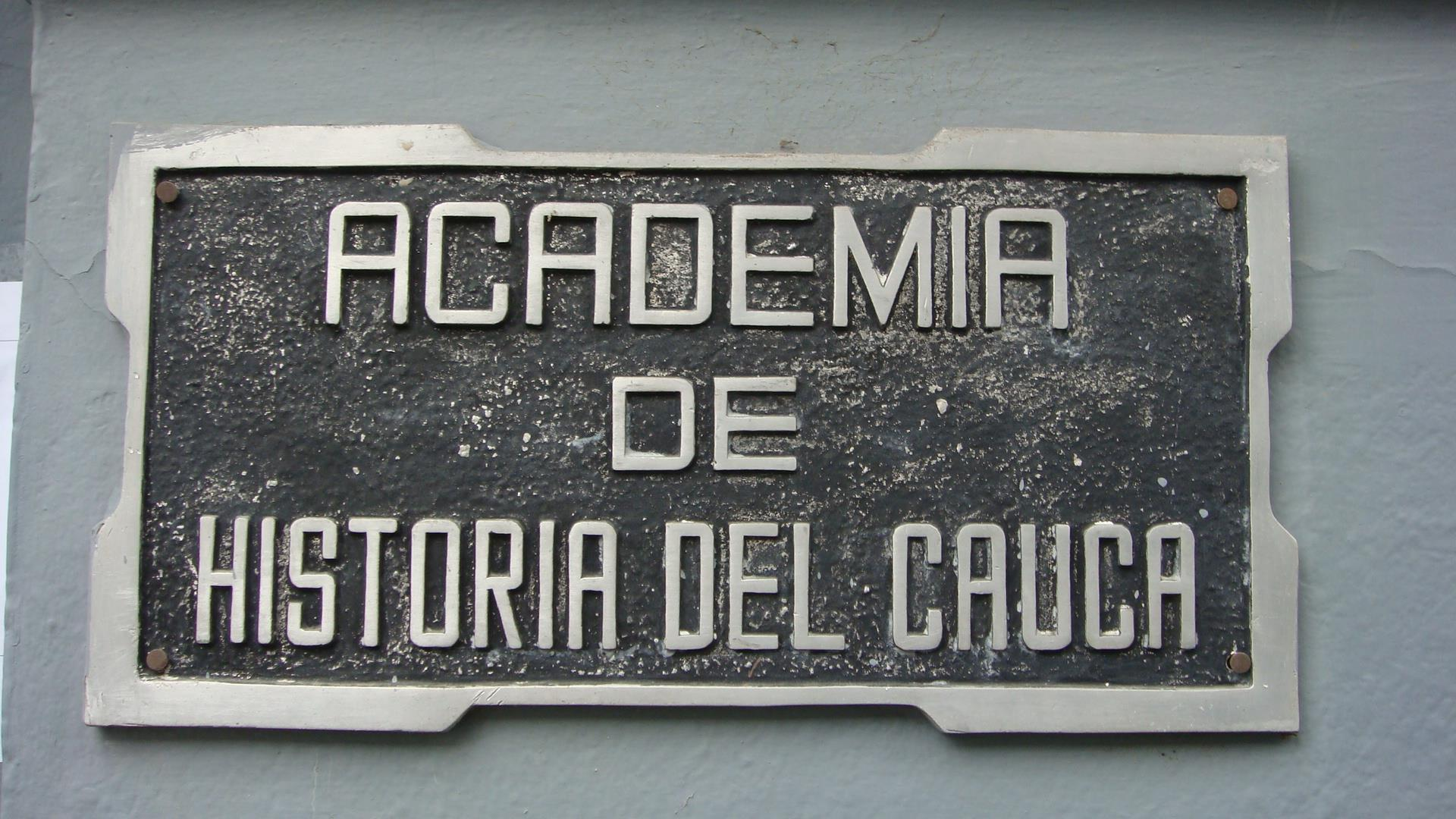
Placa en la sede de la Academia de Historia del Cauca, de la cual Arroyo Diez fue miembro fundador y Vicepresidente.

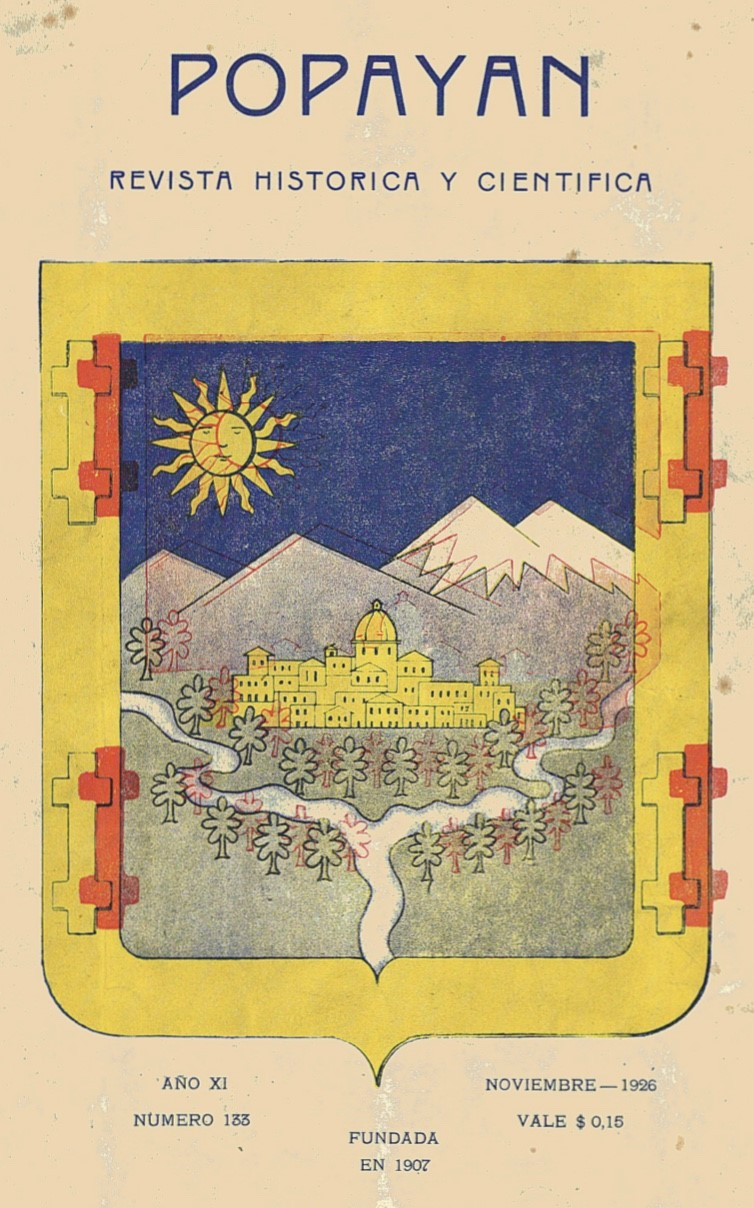
Portada de la revista Popayán, fundada por Arroyo Diez

En 1907 fundó la revista Popayán en asocio con su cuñado Antonino Olano Borrero, bajo el lema La revista más antigua del occidente colombiano. Si bien la publicación se autodefinía en sus inicios como "revista histórica y científica", a lo largo de su existencia estuvo orientada predominantemente a la divulgación de contenido histórico y cultural relacionado con la ciudad, con artículos sobre personajes destacados en la historia local, regional y nacional, reseñas genealógicas, poemas y contribuciones escritas por autores e historiadores de la región como Gustavo Arboleda y Guillermo Valencia, así como escritores destacados provenientes de otras partes del país y del exterior. En la revista contribuyeron su hermano Santiago, miembro de la Academia Colombiana de Historia, en calidad de Director de la publicación, y su sobrino Miguel Antonio Arroyo Arboleda en el comité de redacción junto a Arcesio Aragón, Víctor Aragón y Manuel Paz, entre otros. La revista se constituyó con el tiempo en el órgano oficial de la Academia de Historia del Cauca.
Los escritos más destacados de Arroyo, publicados todos en la revista, comprenden estudios biográficos y genealógicos y más de cuarenta monografías históricas de figuras como Sebastián de Belalcázar, el capitán Francisco Mosquera y Figueroa, José Rafael Mosquera, Francisco Antonio Ulloa, Miguel de Pombo, Pedro Agustín de Valencia, Marcelino Pérez de Arroyo y Asunción Tenorio y Arboleda, entre otros.
Adelantó la revisión y anotación de la Historia de la Gobernación de Popayán, obra de su tío Jaime Arroyo Hurtado que había quedado truncada en su etapa final por su repentina muerte, así como la Historia de los tripitenorios y pambazos en el siglo XVII. Así mismo, fundó los periódicos La Época y Sursum. En este último, que empezó a circular en forma de semanario en 1915 "como órgano oficial en Popayán de la concentración conservadora", se dieron discusiones acerca de la educación controlada por la Iglesia y en él publicó su primer soneto el poeta Rafael Maya. Posteriormente, Arroyo dirigió El Nuevo Tiempo en Bogotá, en cuyas páginas también publicó escritos de su autoría, entre ellos una crónica histórica del origen de la familia Arboleda publicada como tributo a la memoria del Arzobispo de Popayán, Manuel Antonio Arboleda Scarpetta.
Presidió la comisión de diputados de la Asamblea del Cauca encargada de organizar los festejos conmemorativos de la Batalla del Bajo Palacé, el primer enfrentamiento de la Independencia de Colombia, efemérides que tuvo lugar en Popayán el 28 de marzo de 1911. Su interés por la historia lo motivó durante su desempeño como congresista a presentar un proyecto de ley sobre conservación de archivos, museos y bibliotecas, y sobre documentos y objetos de interés para la historia o el arte nacional (Ley 47 de 1920). 
Arroyo fue miembro de la Real Academia Hispano Americana de Ciencias, Artes y Letras de Cádiz, España; de las academias de historia y jurisprudencia del Ecuador; y de la Academia Colombiana de Historia, a la que ingresó como académico correspondiente el 15 de abril de 1907 y donde ocupó un sillón como académico numerario desde el 1° de octubre de 1921 hasta su muerte. Fue miembro fundador y Vicepresidente del Centro de Historia del Cauca, que posteriormente se convertiría en la Academia de Historia del Cauca, con sede en Popayán.
Tras su retiro de la vida pública se radicó por un tiempo en el municipio de Saldaña, Tolima, para dedicarse a la agricultura y la ganadería hasta 1928, año en que se trasladó a París con su familia.

## Vida personal y familiar

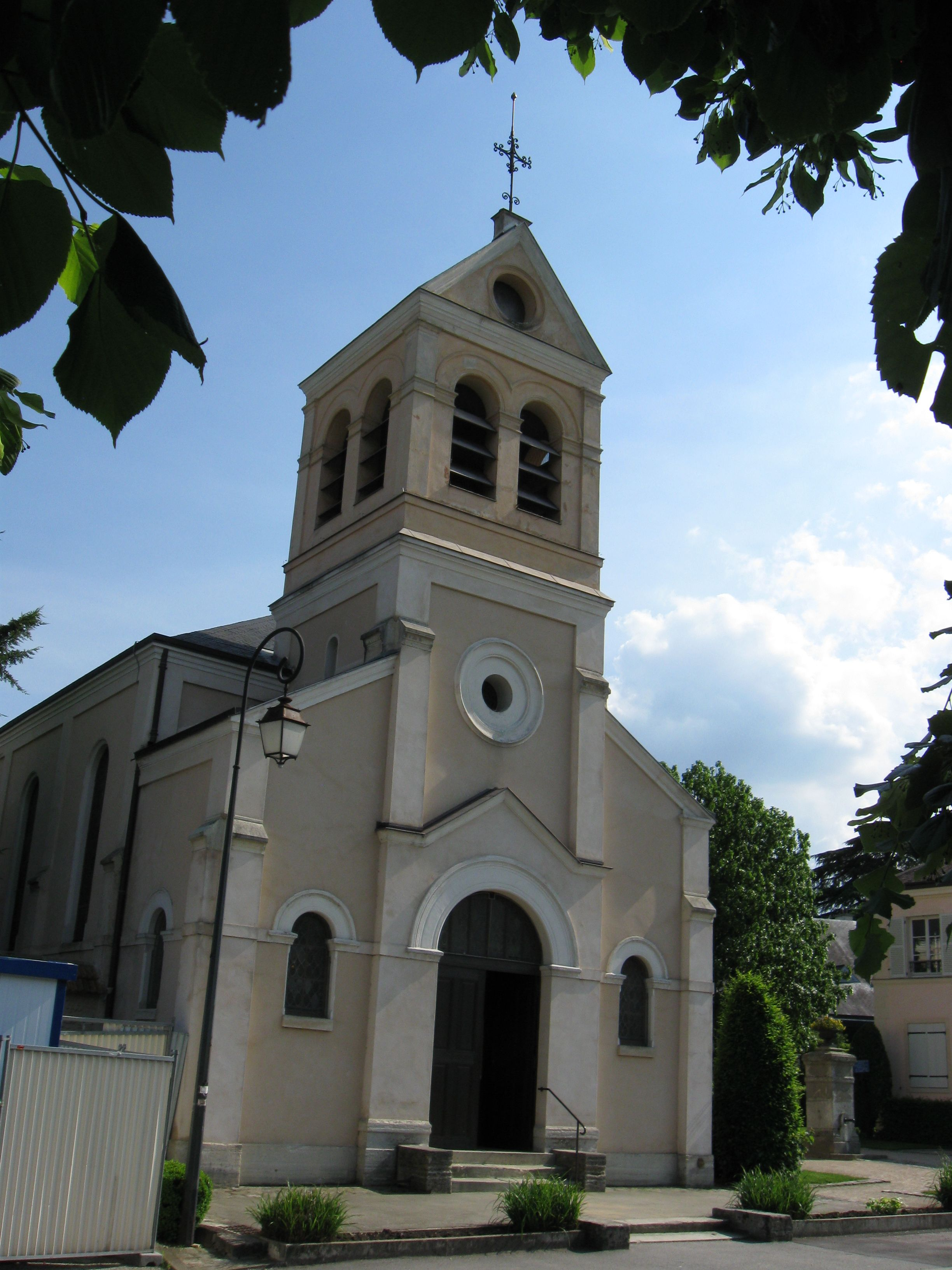
Iglesia de Santa Eugenia en Marnes-la-Coquette, localidad francesa donde reposan los restos de Arroyo Diez y su esposa.

Contrajo matrimonio en 1895 con la payanesa María Manuela Olano Borrero, hija de Tomás Olano Hurtado y Matilde Borrero Iragorri. Los hijos de la pareja fueron:
- Matilde Arroyo Olano, casada con José María Torres Herrera;
- Jaime Arroyo Olano, célibe;
- Carmen Elvira Arroyo Olano, casada en primeras nupcias con Ricardo Samper Sordo, fallecido en un accidente automovilístico en Usaquén el 28 de marzo de 1929,[24][25] y en segundas nupcias con Alfredo De Castro, Embajador del Uruguay en Colombia entre 1940 y 1945;[2]
- Tomás Arroyo Olano, fallecido a los 18 años de edad.

El deceso de Arroyo Diez se produjo el 13 de septiembre de 1935 en la capital francesa, donde se encontraba domiciliado. El Congreso de la República expidió en su memoria la Ley 79 de diciembre de ese mismo año, por la cual se ordenaron honores póstumos y la repatriación de sus restos con cargo al erario público, determinación que no se cumplió, por lo que permanece sepultado junto a su esposa en el cementerio de Marnes-la-Coquette, a mitad de camino entre París y Versalles. El gobierno municipal de Popayán decretó honores en su memoria y ordenó la elaboración de su retrato al óleo, elaborado por el artista Arturo Aragón, obra que forma parte de la colección iconográfica de la Alcaldía Municipal de la ciudad.
En 1971, año del centenario de su nacimiento, el diario El Tiempo publicó una semblanza biográfica de Arroyo  y la Academia Colombiana de Historia aprobó una proposición honrando su memoria.